# Włodzimierz Jasiński

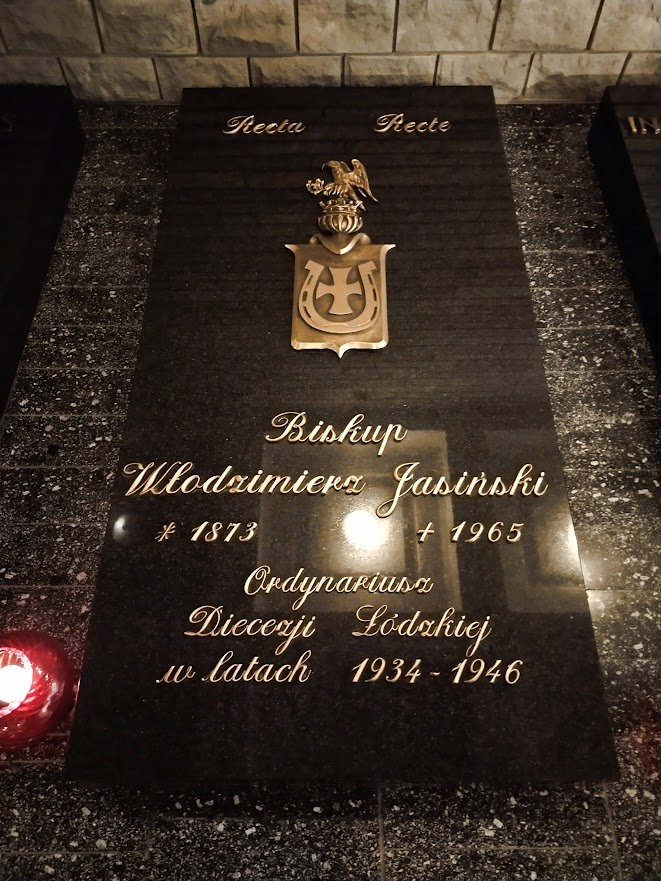
Grób biskupa Włodzimierza Jasińskiego w krypcie archikatedry łódzkiej

Włodzimierz Bronisław Jasiński (ur. 12 czerwca 1873 we Włocławku, zm. 17 kwietnia 1965 w Tuchowie) – polski duchowny rzymskokatolicki, rektor Wyższego Seminarium Duchownego w Łodzi w latach 1926–1930, biskup diecezjalny sandomierski w latach 1930–1934, biskup diecezjalny łódzki w latach 1935–1946, od 1946 arcybiskup tytularny Drizipary.

## Życiorys
Urodził się 12 czerwca 1873 we Włocławku. Jego rodzicami byli Władysław i Maria z domu Wiśniewska, miał starszą o dwa lata siostrę Władysławę. Ukończył miejscową szkołę realną. W latach 1890–1895 studiował w seminarium duchownym we Włocławku. 13 października 1895 we Włocławku został wyświęcony na prezbitera przez biskupa kujawsko-kaliskiego Aleksandra Kazimierza Bereśniewicza. Dalsze studia odbył eksternistycznie w Akademii Duchownej w Petersburgu, gdzie w 1913 na podstawie pracy Opinie wychowawcze F.W. Foerstera w świetle nauki katolickiej uzyskał stopień kandydata nauk teologicznych.
Pracował jako wikariusz w Tuliszkowie, Służewie, Kaliszu i Opatówku, a także jako rektor w Aleksandrowie Kujawskim i Kaliszu. W 1906 został prefektem Szkoły Handlowej w Kaliszu. W latach 1915–1918 był proboszczem parafii św. Bartłomieja w Koninie i dziekanem dekanatu konińskiego. Następnie w latach 1918–1926 zajmował stanowiska proboszcza parafii św. Jakuba w Piotrkowie Trybunalskim i dziekana dekanatu piotrkowskiego. W tym czasie przyczynił się do wyremontowana kościoła farnego i erygowania w mieście drugiej parafii – św. Jacka. W 1915 został ustanowiony kanonikiem honorowym, a w 1919 kanonikiem gremialnym Kapituły Kaliskiej, zaś w 1921 otrzymał godność prałata domowego Jego Świątobliwości. Był aktywnym działaczem oświatowym i społecznym. Należał do Polskiej Macierzy Szkolnej, organizował szkolnictwo średnie w Kaliszu i Koninie. Działał w Kaliskim Towarzystwie Dobroczynności. W latach 1917–1918 zasiadał w Radzie Miejskiej w Koninie, a w 1918 został wybrany do Rady Stanu. W 1925 został inkardynowany do diecezji łódzkiej, do której przyłączono część diecezji włocławskiej. Został radcą kurii biskupiej w Łodzi. W 1926 objął urząd rektora łódzkiego seminarium duchownego, w którym ponadto wykładał homiletykę. W 1927 został prezesem Towarzystwa Kultury Katolickiej. Pełnił funkcję sekretarza generalnego I Eucharystycznego Kongresu Eucharystycznego Diecezjalnego, który odbył się w Łodzi w 1928. W diecezji tworzył struktury Akcji Katolickiej.
21 sierpnia 1930 papież Pius XI mianował go biskupem diecezjalnym diecezji sandomierskiej. Sakrę biskupią przyjął 5 października 1930 w katedrze św. Stanisława Kostki w Łodzi. Konsekrował go kardynał Aleksander Kakowski, arcybiskup metropolita warszawski, w asyście Mariana Leona Fulmana, biskupa diecezjalnego lubelskiego, i Wincentego Tymienieckiego, biskupa diecezjalnego łódzkiego. Na swoje zawołanie biskupie wybrał słowa „Recta recte” (Słusznie, sprawiedliwie). Ingres do katedry w Sandomierzu odbył 12 października 1930. Jako ordynariusz sandomierski zarządził renowację kościoła katedralnego, w wyremontowanym Domu Długosza utworzył muzeum diecezjalne, w 1931 przeprowadził w Radomiu Diecezjalny Kongres Eucharystyczny, a także założył tygodnik religijno-społeczny „Siewca Prawdy”.
30 listopada 1934 papież Pius XI przeniósł go na urząd biskupa diecezjalnego diecezji łódzkiej. Ingres do katedry w Łodzi odbył 27 stycznia 1935. Przeprowadził reorganizację kurii biskupiej i sądu biskupiego. Kontynuował budownictwo sakralne zapoczątkowane przez poprzednika, ponadto erygował 20 parafii. Jego staraniem w katedrze urządzono kryptę biskupów łódzkich. Przyczynił się do rozbudowania gmachu seminarium duchownego o trzypiętrowe skrzydło, otynkowania całego budynku i założenia w nim centralnego ogrzewania. Założył Instytut Wyższej Kultury Religijnej oraz muzeum diecezjalne. W zakresie pomocy społecznej ustanowił Stowarzyszenie Rzymskokatolickich Kas Pożyczek Bezprocentowych Diecezji Łódzkiej, ponadto w diecezji kontynuowały działalność powstałe z inicjatywy jego poprzednika Biskupi Komitet Kolonii Letnich oraz Biskupi Komitet Pomocy dla Najbiedniejszych Doraźny Posiłek. Utrzymywał dobre stosunki z władzami sanacyjnymi. W 1939 otrzymał poparcie ministra Józefa Becka na urząd arcybiskupa warszawskiego.
Po wybuchu II wojny światowej, mimo grożącego niebezpieczeństwa, wraz z biskupem pomocniczym Kazimierzem Tomczakiem pozostał w Łodzi. Patronował Okręgowemu Łódzkiemu Komitetowi Społecznemu Niesienia Pomocy Żołnierzom i ich Rodzinom. Po zajęciu Łodzi przez wojska niemieckie władze okupacyjne osadziły go w areszcie domowym, ale już w październiku 1939 umożliwiły mu wykonywanie obowiązków duszpasterskich. Stolicy Apostolskiej przekazywał informacje o sytuacji w Generalnej Guberni. Wraz z pracownikami kurialnymi w maju 1941 został wywieziony przez Niemców do domu rekolekcyjnego w Szczawinie, a w sierpniu 1941 do klasztoru reformatów w Bieczu w diecezji tarnowskiej. Interwencje przedstawicieli Watykanu w sprawie jego powrotu do diecezji okazały się nieskuteczne. Dopiero w listopadzie 1944 w następstwie zbliżenia się frontu uzyskał zgodę na wyjazd do Piotrkowa Trybunalskiego, gdzie wznowił rządy.
Do Łodzi powrócił w lutym 1945. Wzywał diecezjan do zakładania oddziałów Caritasu i niesienia pomocy potrzebującym. Wobec komunistycznych władz wykazywał ugodową i lojalną postawę. Do wiernych zwracał się z apelem o udział w referendum w 1946 i wyborach do Sejmu Ustawodawczego w 1947, a po zwycięstwie obozu rządowego w wyborach (jako jedyny ordynariusz w Polsce) zarządził bicie w kościelne dzwony. Z miejscowymi funkcjonariuszami, w tym z szefem łódzkiego Urzędu Bezpieczeństwa Mieczysławem Moczarem, pozostawał w dobrych stosunkach. Stanowisko wykazywane wobec władz ludowych stało się powodem konfliktu z innymi biskupami, w związku z którym we wrześniu 1946 napisał list do papieża z informacją, że ze względu na stan zdrowia nie może dalej zarządzać diecezją. Oczekiwał, choć nie ujął tego w liście, wyznaczenia mu do pomocy biskupa koadiutora, jednak prawdopodobnie z inicjatywy prymasa Augusta Hlonda papież Pius XII 20 grudnia 1946 zwolnił go z pełnienia obowiązków biskupa diecezjalnego łódzkiego i jednocześnie podniósł go do godności arcybiskupa tytularnego Drizipary. W marcu 1947 przeniósł się do klasztoru redemptorystów w Tuchowie w diecezji tarnowskiej.
W Episkopacie Polskim należał do Komisji Głównej, Komisji Szkolnej i Komisji Papieskiej do Spraw Wykonywania Konkordatu. W 1947 był współkonsekratorem w czasie sakry biskupa pomocniczego tarnowskiego Karola Pękali.
Zmarł 17 kwietnia 1965 w Tuchowie. Początkowo został pochowany w miejscowym kościele. 10 marca 1968 trumnę z jego zwłokami złożono w podziemiach łódzkiej katedry.

## Odznaczenia i wyróżnienia
W 1936 prezydent RP Ignacy Mościcki nadał mu Krzyż Komandorski Orderu Odrodzenia Polski.
W 1935 otrzymał tytuł honorowego obywatela Sandomierza.
W 1924 wygrał plebiscyt „Dnia Piotrkowskiego” na najpopularniejszego i najwybitniejszego mieszkańca.